# Золотая корона (платёжная система)
«Золотая Корона» (бренд KoronaPay) — российская платежная система, предоставляющая физическим лицам через партнерские организации (банки, торговые сети и т.д.) и собственные онлайн-каналы следующие платежные сервисы: денежные переводы наличными (cash2cash), денежные переводы онлайн с оплатой банковской картой (card2cash), денежные переводы между банковскими картами (card2card), погашение кредитов онлайн и офлайн в партнерской сети.
Сервисы платежной системы «Золотая Корона» доступны в инфраструктуре более чем 550 банков и партнеров в России, странах СНГ, а также в странах дальнего зарубежья.
Платежная система «Золотая Корона» зарегистрирована Банком России в соответствии с требованием Федерального закона «О национальной платежной системе» 20 декабря 2012 года (свидетельство о регистрации № 0012), включена в реестр операторов платежных систем на сайте ЦБ.
Оператор и расчетный центр платежной системы — РНКО «Платежный Центр» (ООО), операционно-клиринговый центр — ЗАО «Золотая Корона».
Сервис позволяет снимать отправленные денежные средства без верификации клиента, чтобы снять средства анонимно достаточно иметь доступ к номеру телефона получателя.
Система «Золотая Корона» была включена в реестр Социально значимых платежных систем России в период с 24 сентября 2013 г. по 25 марта 2021 г., а также признана значимой платежной системой Национальным Банком Республики Казахстан.
Оборот платежной системы «Золотая Корона» в 2020 году составил более 1 трлн руб.

## История
История платежной системы «Золотая Корона» неразрывно связана с развитием бренда «Золотая Корона». Исторически первым проектом бренда «Золотая Корона» был сервис Банковская карта «Золотая Корона», который был создан в конце 1993 года в Новосибирском Академгородке. В 1994-м году в рамках сервиса была осуществлена первая транзакция по микропроцессорной карте в системе «Золотая Корона».
В период с 1999 по 2005 год «Золотая Корона» существенно увеличила технологические, операционные возможности, продуктовый диапазон, количество банков-участников.
В 2003 г. под брендом «Золотая Корона» вводится новая услуга для частных лиц — мгновенные денежные переводы, которая сегодня позиционируется как платежный сервис «Золотая корона — Денежные Переводы».
Также в рамках бренда «Золотая Корона» помимо платежной системы и входящих в неё платежных сервисов реализованы проекты в транспортной и социальной сфере («Золотая Корона — Транспортная карта», «Золотая Корона — Социальная карта»), сервис «Золотая Корона — Погашение Кредитов», «Золотая Корона — Программы лояльности» и другие.
В октябре 2012 года деятельность системы «Золотая Корона» в Армении была прекращена по причине ограничения доступа к системе переводов филиалов армянских банков.
В 2013 году платежная система «Золотая Корона» признана Центральным Банком РФ социально значимой платежной системой.
В январе 2014 года 13 крупнейших банков Азербайджана прекратили предоставление услуг по системе «Золотая Корона». Решение об отказе от сотрудничества с сервисом было принято из-за низкой рентабельности операций.
В 2014 году платежная система «Золотая Корона» рассматривалась в качестве поставщика технологий для создания Национальной Платежной системы, однако выбрана не была.
В октябре 2016 года система внесена в санкционный список Украины. Её деятельность на территории Украины запрещена
В феврале 2017 года платежная система «Золотая Корона» была включена в реестр социально значимых платежных систем в Республике Казахстан
В 2018 году «Золотая Корона» была признана лучшей системой денежных переводов без открытия счета по итогам кросс-индустриального исследования рынка платежей «Денежные переводы физлиц в России 2018», проведенного компанией Frank RG
В мае 2020 года «Золотая Корона» вышла на европейский рынок онлайн-переводов под брендом KoronaPay. Сервис стал доступен в 31 стране — во всем Евросоюзе, а также в Великобритании, Норвегии, Исландии и Лихтенштейне.
C 1 марта 2021 года американская система трансграничных денежных переводов MoneyGram прекратила напрямую оказывать услуги физическим лицам в России. Отправка денежных переводов из России в другие страны мира стала невозможной, а получение наличных денег, отправленных клиентами MoneyGram в Россию из других стран, теперь доступно только в офисах платежной системы «Золотая Корона». «Стратегическое партнерство с признанным международным лидером — это новый этап нашего развития, впервые мы предоставляем нашу инфраструктуру как сервис,— отметил председатель совета директоров платежной системы „Золотая корона“ Николай Смирнов.— Вторым этапом мы планируем реализовать отправку переводов в сеть MoneyGram из всей нашей инфраструктуры в РФ».
В январе 2022 года стало известно, что «Золотая корона» столкнулась с ограничением бизнеса в Швеции. Патентно-регистрационное ведомство Швеции посчитало, что логотип компании эксплуатирует монархическую геральдику и ущемляет символы европейских монархий.
В феврале 2022 года сервис запретил все связанные с криптовалютой переводы, включая торговлю.

## См также
- Центр финансовых технологий